# Daniel Escudero
Daniel Escudero Pizarro (* 18. Dezember 1941 in Viña del Mar; † 20. Juli 2021) war ein chilenischer Fußballspieler. Der Stürmer wurde 1964 Torschützenkönig der chilenischen Primera División. 

## Karriere
Daniel Escudero begann seine Profikarriere 1959 bei Everton und blieb dem Team bis auf zwei Ausnahmen (1967 bei Unión La Calera und 1973 bei San Luis) treu. Er wurde mit 25 Toren Torschützenkönig der Saison 1964 und ist mit 123 Toren Rekordtorschütze von Everton de Viña del Mar. Er übertraf damit auch sein Kindheitsidol René Meléndez. In der Nationalmannschaft spielte er nie. Beim Entscheidungsspiel in der Qualifikation zur Weltmeisterschaft 1966 saß er auf der Bank, nachdem sich Trainer Luis Tirado für Carlos Campos entschieden hatte. Escudero widmete sich nach seiner Karriere der Familie und arbeitete 22 Jahre in einer Textilfabrik in seiner Heimatstadt Viña del Mar. Er starb im Juli 2021 im Alter von 79 Jahren mit Alzheimer und fortgeschrittener Diabetes.

## Auszeichnungen
- Torschützenkönig der Primera División: 1964